# Olympische Sommerspiele 1956/Teilnehmer (Norwegen)
| Gelbes Symbol für Goldmedaillen mit stilisierten Olympischen Ringen | Graues Symbol für Silbermedaillen mit stilisierten Olympischen Ringen | Braundes Symbol für Bronzemedaillen mit stilisierten Olympischen Ringen |
| ------------------------------------------------------------------- | --------------------------------------------------------------------- | ----------------------------------------------------------------------- |
| 1                                                                   | —                                                                     | 2                                                                       |

Norwegen nahm an den Olympischen Sommerspielen 1956 im australischen Melbourne sowie den Reitwettbewerben in der schwedischen Hauptstadt Stockholm mit einer Delegation von 22 Sportlern, 19 Männer und drei Frauen, an 18 Wettkämpfen in sechs Sportarten teil.
Es war die dreizehnte Teilnahme Norwegens an Olympischen Sommerspielen.
Jüngster Athlet war mit 19 Jahren und 162 Tagen der Sprinter Bjørn Nilsen, ältester Athlet der Sportschütze Hans Aasnæs (53 Jahre und 350 Tage).

## Flaggenträger
Der Segler Thor Thorvaldsen trug die Flagge Norwegens bei der Eröffnungsfeier im Olympiastadion, der Reiter Birck Elgaaen trug sie bei den Reiterspielen in Stockholm.

## Medaillen
Mit einer gewonnenen Gold- und zwei Bronzemedaillen belegte das norwegische Team Platz 22 im Medaillenspiegel.

### Gold
| Name           | Sportart       | Wettbewerb |
| -------------- | -------------- | ---------- |
| Egil Danielsen | Leichtathletik | Speerwurf  |

### Bronze
| Name         | Sportart       | Wettbewerb           |
| ------------ | -------------- | -------------------- |
| Audun Boysen | Leichtathletik | 800 Meter Lauf       |
| Ernst Larsen | Leichtathletik | 3000 Meter Hindernis |

## Teilnehmer nach Sportarten

### Kanu
Herren
- Knut Østby
  - Einer-Kajak 1000 Meter

Runde eins: ausgeschieden in Lauf eins (Rang vier), 4:27,1 Minuten
  - Einer-Kajak 10.000 Meter

Finale: 51:28,2 Minuten, Rang acht

### Leichtathletik
Herren
- Audun Boysen
  - 800 Meter Lauf

Runde eins: in Lauf eins (Rang eins) für das Halbfinale qualifiziert, 1:52,0 Minuten (handgestoppt), 1:52,08 Minuten (automatisch gestoppt)
Halbfinale: in Lauf zwei (Rang zwei) für das Finale qualifiziert, 1:50,0 Minuten (handgestoppt), 1:50,20 Minuten (automatisch gestoppt)
Finale: 1:48,1 Minuten (handgestoppt), 1:48,25 Minuten (automatisch gestoppt), Rang drei

- Egil Danielsen
  - Speerwurf

Qualifikationsrunde: 74,15 Meter, Rang zwei, für das Finale qualifiziert
Versuch eins: 74,15 Meter
Versuch zwei: ausgelassen
Versuch drei: ausgelassen
Finalrunde: 85,71 Meter, Weltrekord, Rang eins 
Versuch eins: 72,60 Meter
Versuch zwei: 68,49 Meter
Versuch drei: 70,75 Meter
Versuch vier: 85,71 Meter
Versuch fünf: 72,60 Meter
Versuch sechs: 68,86 Meter

- Ernst Larsen
  - 3000 Meter Hindernis Lauf

Runde eins: in Lauf eins (Rang drei) für das Finale qualifiziert, 8:46,8 Minuten (handgestoppt), 8:46,96 Minuten (automatisch gestoppt)
Finale: 8:44,0 Minuten (handgestoppt), 8:44,05 Minuten (automatisch gestoppt), Rang drei

- Bjørn Nilsen
  - 100 Meter Lauf

Runde eins: ausgeschieden in Lauf sieben (Rang sechs), 11,0 Sekunden (handgestoppt), 11,11 Sekunden (automatisch gestoppt)
  - 200 Meter Lauf

Runde eins: ausgeschieden in Lauf sieben (Rang drei), 22,2 Sekunden (handgestoppt), 22,33 Sekunden (automatisch gestoppt)

- Sverre Strandli
  - Hammerwurf

Qualifikationsrunde: 56,32 Meter, Rang neun, für das Finale qualifiziert
Versuch eins: 56,32 Meter
Versuch zwei: ausgelassen
Versuch drei: ausgelassen
Finale: 59,21 Meter, Rang acht
Versuch eins: 58,62 Meter
Versuch zwei: 58,49 Meter
Versuch drei: 59,21 Meter

### Reiten
Damen

Dressur Mannschaft
- Ergebnisse
Finale: 1912,50 Punkte, Rang sieben
- Mannschaft
Else Christophersen
Anne-Lise Kielland
Bodil Russ

Einzel
- Else Christophersen
  - Dressur

Finale: 739,00 Punkte, Rang 13
Kampfrichter eins: 142,00 Punkte, Rang elf
Kampfrichter zwei: 139,00 Punkte, Rang 14
Kampfrichter drei: 164,00 Punkte, Rang sechs
Kampfrichter vier: 135,00 Punkte, Rang 19
Kampfrichter fünf: 159,00 Punkte, Rang zehn

- Anne-Lise Kielland
  - Dressur

Finale: 601,50 Punkte, Rang 27
Kampfrichter eins: 102,50 Punkte, Rang 32
Kampfrichter zwei: 119,50 Punkte Rang 23
Kampfrichter drei: 127,50 Punkte Rang 25
Kampfrichter vier: 124,50 Punkte Rang 26
Kampfrichter fünf: 127,50 Punkte Rang 27

- Bodil Russ
  - Dressur

Finale: 572,00 Punkte, Rang 29
Kampfrichter eins: 108,00 Punkte, Rang 31
Kampfrichter zwei: 118,00 Punkte Rang 25
Kampfrichter drei: 120,00 Punkte Rang 27
Kampfrichter vier: 113,00 Punkte Rang 30
Kampfrichter fünf: 113,00 Punkte Rang 30

Herren
- Birck Elgaaen
  - Springreiten

Finale: Wettkampf nicht beendet (DNF)
Runde eins: 108,50 Fehlerpunkte, Rang 49

### Ringen
Herren

Griechisch-Römisch

- Oddvar Vargset
  - Weltergewicht

ausgeschieden nach Runde eins mit drei Minuspunkten
Runde eins: Niederlage gegen Mitko Petkow aus Bulgarien (0:3), drei Minuspunkte

### Schießen
Herren
- Hans Aasnæs
  - Tontaubenschießen

Finale: 176 Punkte, Rang elf

- Rolf Bergersen
  - Laufender Hirsch Einzel- und Doppelschuß

Finale: 409 Punkte, Rang sechs
Runde eins: 203 Punkte, Rang sieben
Runde zwei: 206 Punkte, Rang fünf

- Anker Hagen
  - Kleinkaliber Dreistellungskampf

Finale: 1124 Punkte, Rang 30
Kniend: 377 Punkte, Rang 28
Runde eins: 97 Punkte
Runde zwei: 92 Punkte
Runde drei: 93 Punkte
Runde vier: 95 Punkte
Liegend: 390 Punkte, Rang 40
Runde eins: 99 Punkte
Runde zwei: 97 Punkte
Runde drei: 97 Punkte
Runde vier: 97 Punkte
Stehend: 357 Punkte, Rang 28
Runde eins: 87 Punkte
Runde zwei: 88 Punkte
Runde drei: 94 Punkte
Runde vier: 88 Punkte

- - Kleinkaliber liegend

Finale: 596 Punkte, Rang 13
Runde eins: 99 Punkte, Rang 16
Runde zwei: 98 Punkte, Rang 31
Runde drei: 100 Punkte, Rang 17
Runde vier: 100 Punkte, Rang sechs
Runde fünf: 99 Punkte, Rang 20
Runde sechs: 100 Punkte, Rang elf

- Erling Kongshaug
  - Kleinkaliber Dreistellungskampf

Finale: 1151 Punkte, Rang 15
Kniend: 386 Punkte, Rang 18
Runde eins: 98 Punkte
Runde zwei: 96 Punkte
Runde drei: 95 Punkte
Runde vier: 97 Punkte
Liegend: 394 Punkte, Rang 18
Runde eins: 99 Punkte
Runde zwei: 97 Punkte
Runde drei: 99 Punkte
Runde vier: 99 Punkte
Stehend: 371 Punkte, Rang 14
Runde eins: 94 Punkte
Runde zwei: 94 Punkte
Runde drei: 90 Punkte
Runde vier: 93 Punkte

- - Kleinkaliber liegend

Finale: 598 Punkte, Rang sieben
Runde eins: 100 Punkte, Rang sechs
Runde zwei: 100 Punkte, Rang sechs
Runde drei: 100 Punkte, Rang sechs
Runde vier: 99 Punkte, Rang 13
Runde fünf: 99 Punkte, Rang 25
Runde sechs: 100 Punkte, Rang vier

- John Larsen
  - Laufender Hirsch Einzel- und Doppelschuß

Finale: 390 Punkte, Rang acht
Runde eins: 199 Punkte, Rang acht
Runde zwei: 191 Punkte, Rang neun

### Segeln
Herren

5,5-m-R-Klasse
- Ergebnisse
Finale: 3807 Punkte, Rang fünf
Rennen eins: 1.101 Punkte, 2:33:20 Stunden, Rang eins
Rennen zwei: 256 Punkte, 2:50:56 Stunden, Rang sieben
Rennen drei: 323 Punkte, 3:42:56 Stunden, Rang sechs
Rennen vier: 402 Punkte, 2:32:46 Stunden, Rang fünf
Rennen fünf: 624 Punkte, 2:27:36 Stunden, Rang drei
Rennen sechs: 198 Punkte, 3:37:18 Stunden, Rang acht
Rennen sieben: 1.101 Punkte, 2:37:15 Stunden, Rang eins
- Besatzung
Halfdan Ditlev-Simonsen
Odd Harsheim
Peder Lunde senior

Drachen
- Ergebnisse
Finale: 3253 Punkte, Rang sieben
Rennen eins: 460 Punkte, 3:10:43 Stunden, Rang sieben
Rennen zwei: 606 Punkte, 3:15:58 Stunden, Rang fünf
Rennen drei: 351 Punkte, 4:11:02 Stunden, Rang neun
Rennen vier: 606 Punkte, 3:06:28 Stunden, Rang fünf
Rennen fünf: 402 Punkte, 2:59:01 Stunden, Rang acht
Rennen sechs: 305 Punkte, 4:12:17 Stunden, Rang zehn
Rennen sieben: 828 Punkte, 3:08:34 Stunden, Rang drei
- Besatzung
Bjørn Oscar Gulbrandsen
Carl Otto Svae
Thor Thorvaldsen